# Piața Mare (Sibiu)

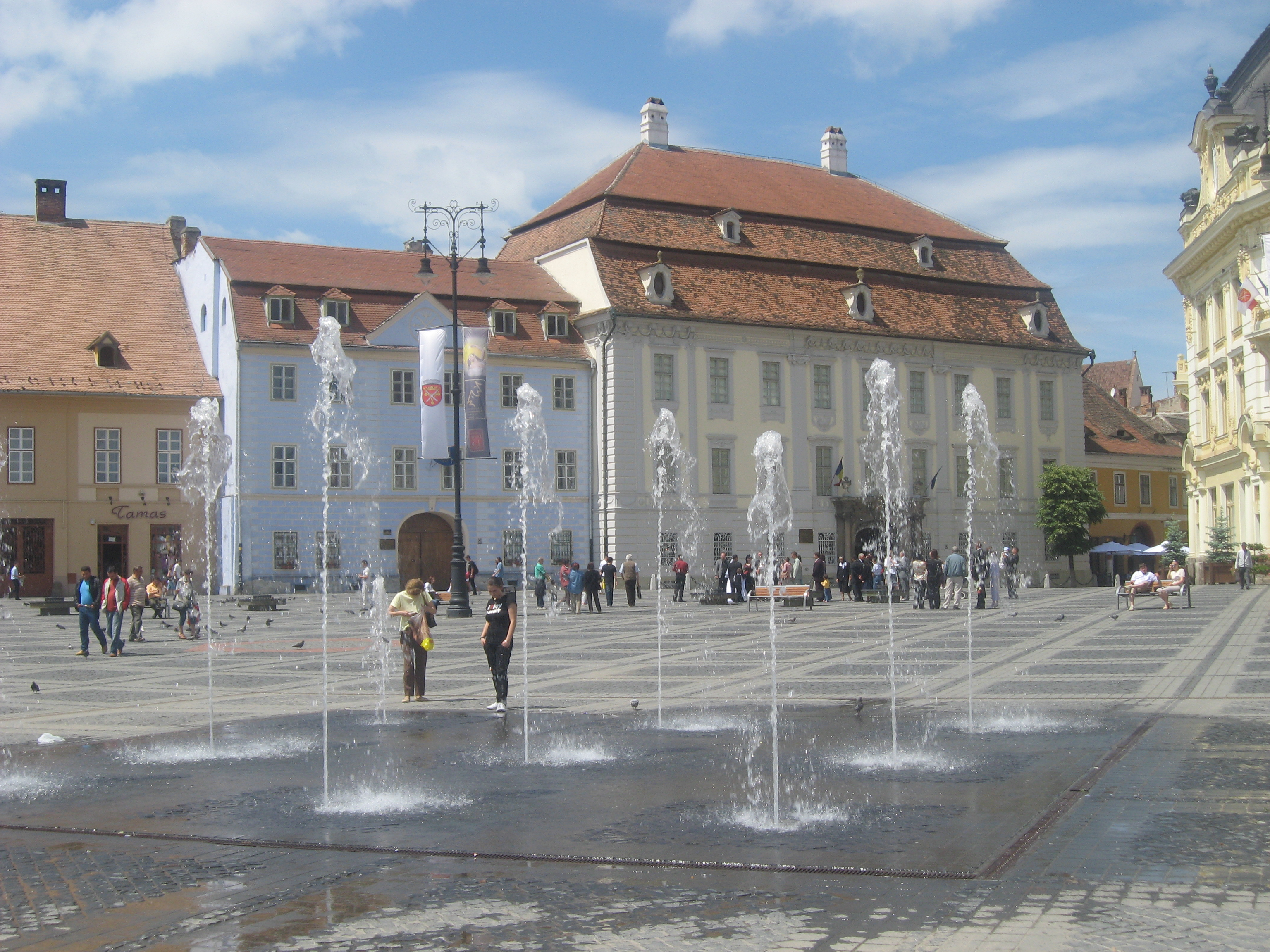
De Piața Mare met het Brukenthal-paleis

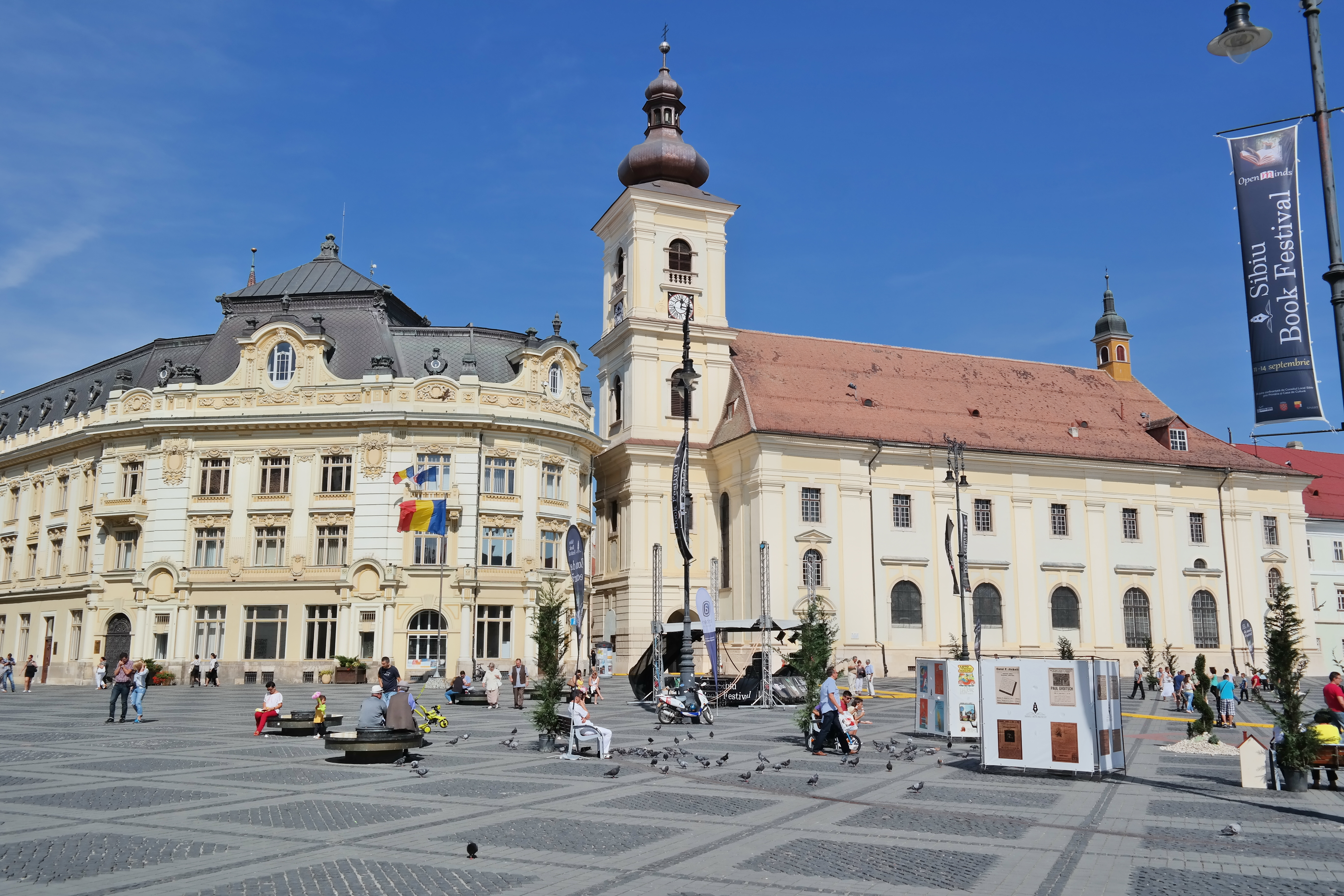
De Piața Mare met de rooms-katholieke Heilige Drievuldigheidskerk

De Piața Mare (Roemeens voor "Grote Markt"; Duits: Großer Ring, Hongaars: Nagypiac) is het centrale plein van de Roemeense stad Sibiu. Het plein is door UNESCO aangeduid als bouwkundig monument en bevat enkele van de mooiste gebouwen van de stad, zoals het Brukenthal-paleis, de Raadstoren, het Lutsch-huis en de jezuïetenkerk.

## Geschiedenis
Het plein werd aangelegd in 1366, met de voltooiing van de derde stadsomwalling van Hermannstadt. In een document uit 1408 wordt de markt aangeduid als Major Circulus vulgariter Kornmargt ("Grote Ring, in de volkstaal Korenmarkt"). De stad werd immers in de 12e eeuw gesticht door Duitstalige Zevenburger Saksen. De Piața Mare is het grootste openbare plein van de stad en getuigt van de economische activiteit van de kooplieden. Hier werden burgerbijeenkomsten georganiseerd, maar ook jaarmarkten en terechtstellingen.
Aan het einde van de 18e eeuw bouwde de Zevenburgse gouverneur Samuel von Brukenthal hier zijn imposante stadspaleis, Paleis Brukenthal, waar tegenwoordig het Brukenthalmuseum is gevestigd.